# Leichtathletik-Weltmeisterschaften 2017/3000 m Hindernis der Frauen

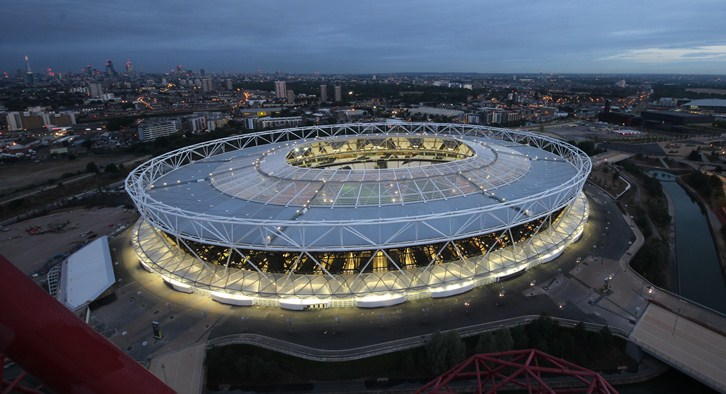
Das Olympiastadion London im Jahr 2017

Der 3000-Meter-Hindernislauf der Frauen bei den Leichtathletik-Weltmeisterschaften 2017 wurde am 9. und 11. August 2017 im Olympiastadion der britischen Hauptstadt London ausgetragen.
In diesem Wettbewerb erzielten die US-amerikanischen Hindernisläuferinnen einen Doppelsieg. Den Weltmeistertitel gewann die Olympiadritte von 2016 Emma Coburn. Rang zwei belegte Courtney Frerichs. Bronze ging an die kenianische Titelverteidigerin, Olympiazweite von 2016 und Dritte der Afrikameisterschaften von 2012 Hyvin Kiyeng.

## Rekorde

### Bestehende Rekorde
| Weltrekord           | Ruth Jebet         | 8:52,78 min | Paris, Frankreich  | 27. August 2016 |
| Meisterschaftsrekord | Jekaterina Wolkowa | 9:06,57 min | WM in Ōsaka, Japan | 27. August 2007 |

### Rekordverbesserungen
- Die US-amerikanische Weltmeisterin Emma Coburn verbesserte den bestehenden WM-Rekord im Finale am 11. August um 3,99 Sekunden auf 9:02,58 min.
- Außerdem gab es einen Landesrekord: 9:29,99 min – Geneviève Lalonde (Kanada), Finale am 11. August

## Vorläufe
Aus den drei Vorläufen qualifizierten sich die jeweils drei Ersten jedes Laufes – hellblau unterlegt – und zusätzlich die sechs Zeitschnellsten – hellgrün unterlegt – für das Halbfinale.

### Lauf 1
9. August 2017, 19:05 Uhr Ortszeit (20:05 Uhr MESZ)
| Platz | Name                    | Land           | Zeit (min)                                |
| ----- | ----------------------- | -------------- | ----------------------------------------- |
| 1     | Gesa Felicitas Krause   | Deutschland    | 09:39,86                                  |
| 2     | Hyvin Kiyeng            | Kenia          | 09:39,89                                  |
| 3     | Purity Cherotich Kirui  | Kenia          | 09:40,53                                  |
| 4     | Fadwa Sidi Madane       | Marokko        | 09:40,61                                  |
| 5     | Sofia Assefa            | Äthiopien      | 09:40,88                                  |
| 6     | Irene Sánchez-Escribano | Spanien        | 09:46,59                                  |
| 7     | Maëva Danois            | Frankreich     | 09:49,21                                  |
| 8     | Alycia Butterworth      | Kanada         | 09:51,50                                  |
| 9     | Marija Schatalowa       | Ukraine        | 09:54,21                                  |
| 10    | Lennie Waite            | Großbritannien | 09:54,97                                  |
| 11    | Tigist Getent Mekonen   | Bahrain        | 09:55,42                                  |
| 12    | Lucie Sekanová          | Tschechien     | 10:09,67                                  |
| 13    | Charlotta Fougberg      | Schweden       | 10:21,21                                  |
| DSQ   | Colleen Quigley         | USA            | IAAF Rule 163.3b – Fehler am Wassergraben |

Im ersten Vorlauf ausgeschiedene Hindernisläuferinnen:

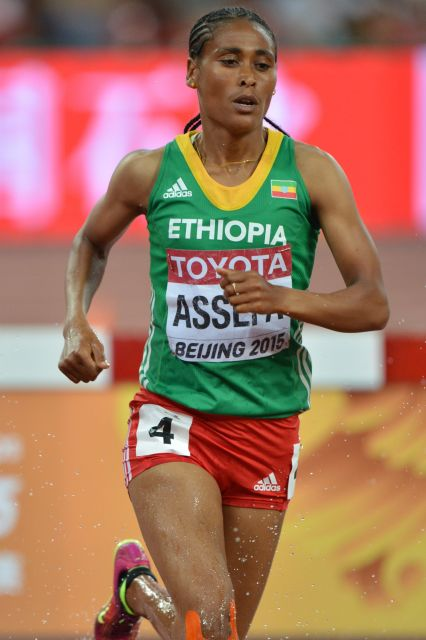
Sofia Assefa Rang fünf in 9:40,88 min
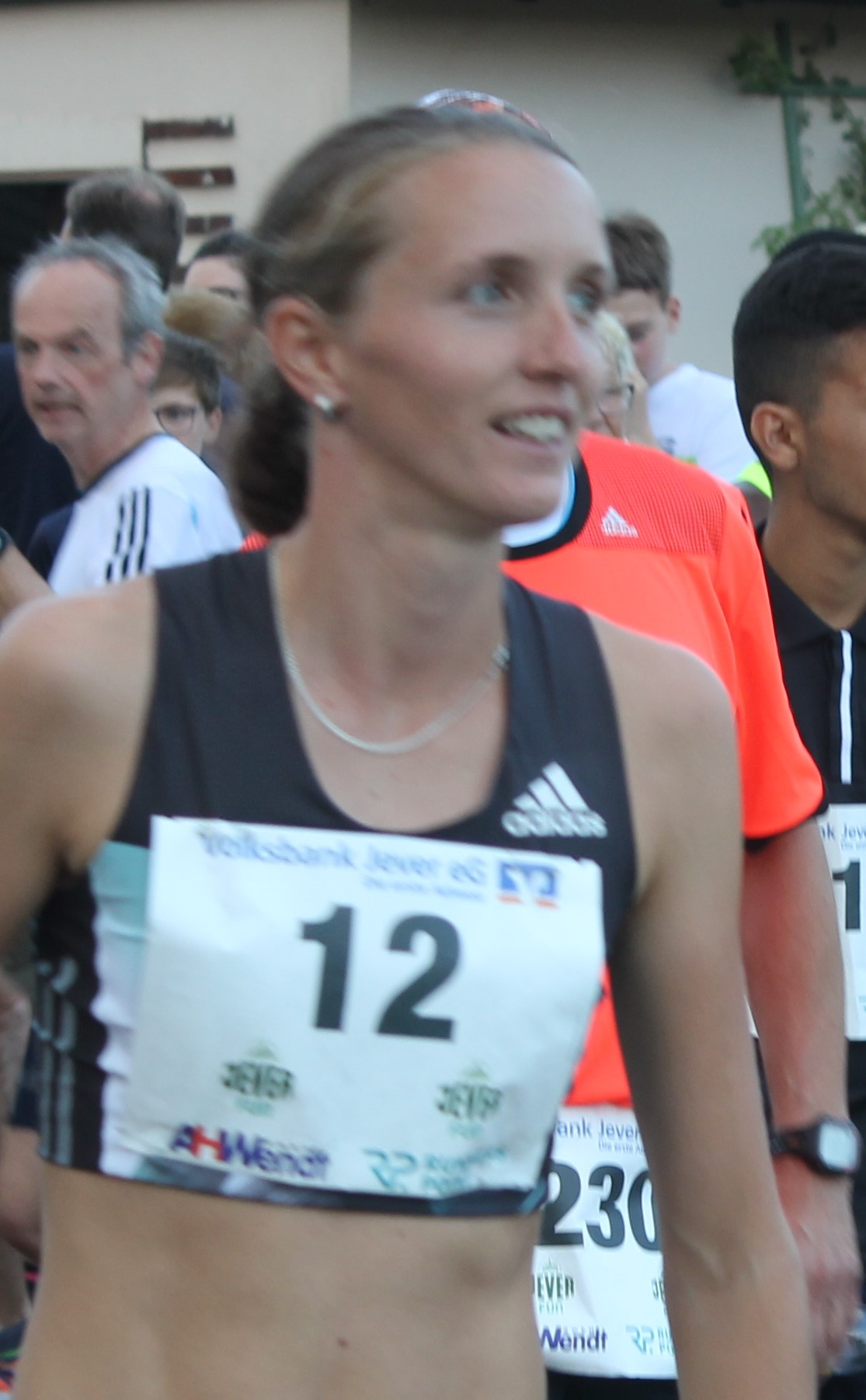
Lucie Sekanová Rang zwölf in 10:09,67 min
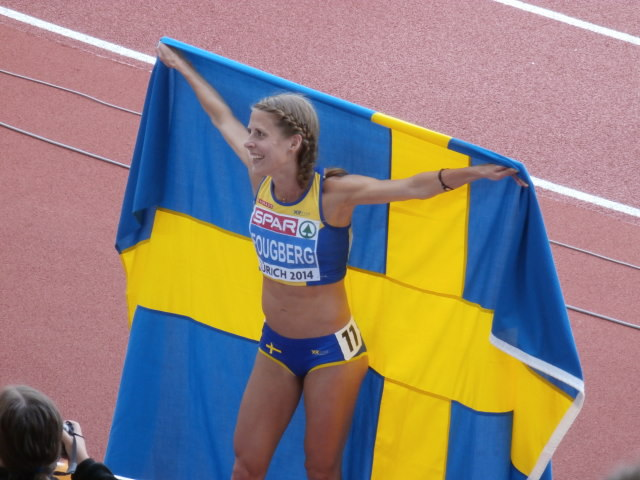
Charlotta Fougberg Rang dreizehn in 10:21,21 min
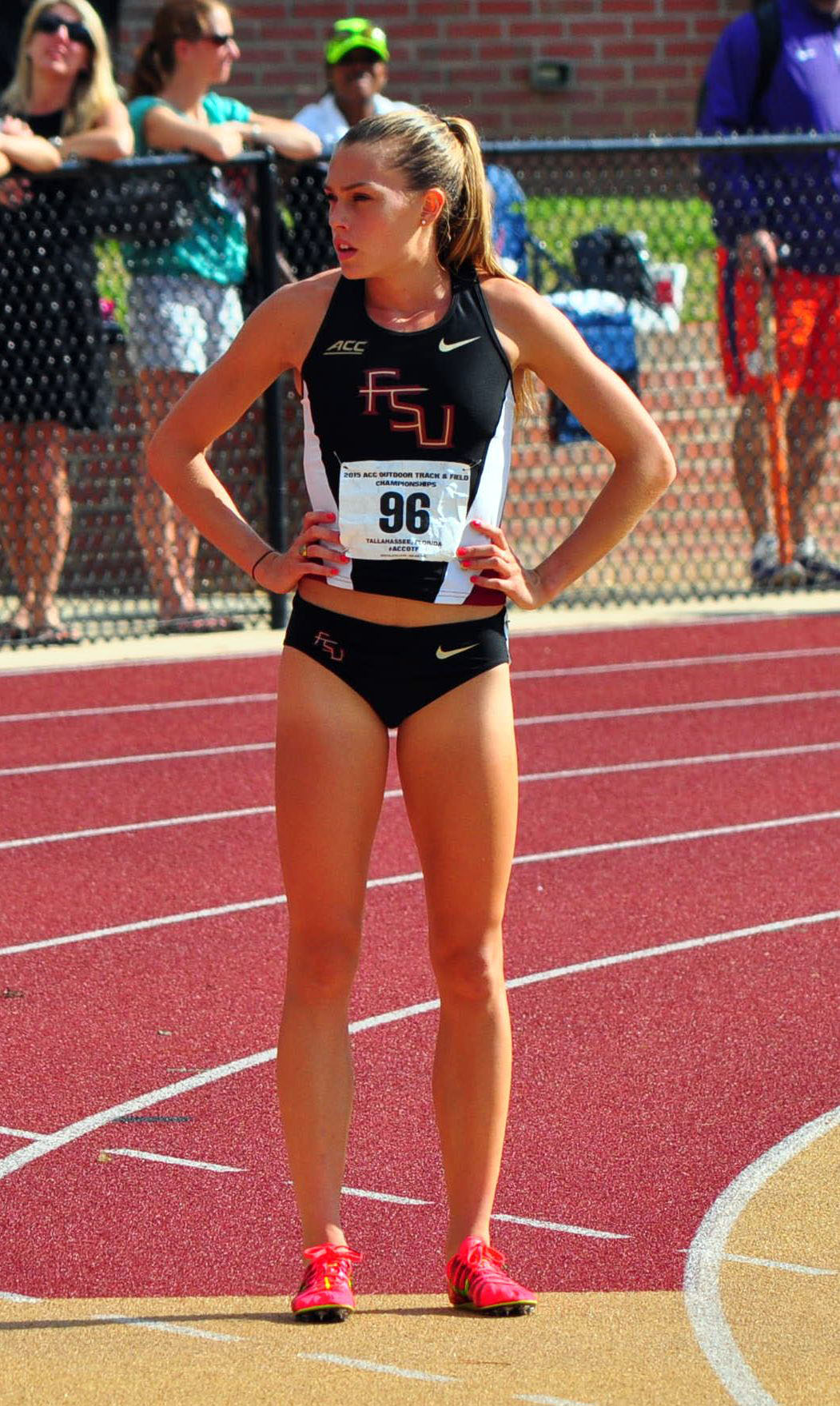
Colleen Quigley disqualifiziert wegen einer fehlerhaften Überquerung des Wassergrabens

### Lauf 2

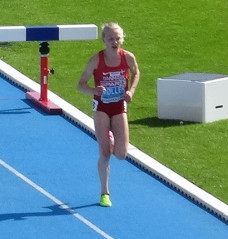
Anna Emilie Møller – ausgeschieden als Achte in 9:44,12 min
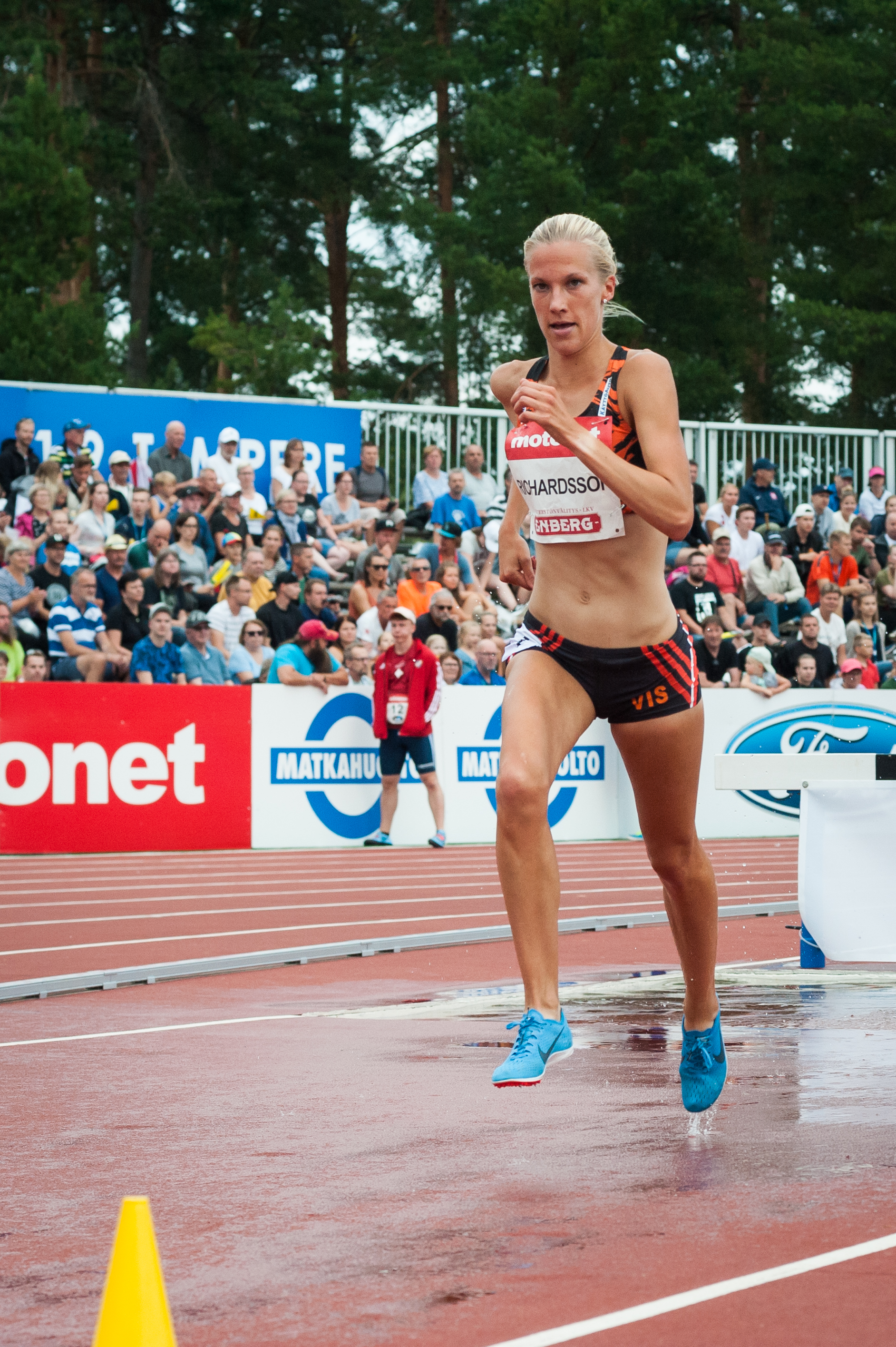
Camilla Richardsson – hier führend in einem Rennen von 2018 – ausgeschieden als Zwölfte in 10:07,04 min

9. August 2017, 19:22 Uhr Ortszeit (20:22 Uhr MESZ)
| Platz | Name                | Land       | Zeit (min)  |
| ----- | ------------------- | ---------- | ----------- |
| 1     | Beatrice Chepkoech  | Kenia      | 09:19,03    |
| 2     | Ruth Jebet          | Bahrain    | 09:19,52    |
| 3     | Courtney Frerichs   | USA        | 09:25,14    |
| 4     | Aisha Praught-Leer  | Jamaika    | 09:26,37    |
| 5     | Geneviève Lalonde   | Kanada     | 09:31,81 SB |
| 6     | Birtukan Fente      | Äthiopien  | 09:33,99 SB |
| 7     | Özlem Kaya          | Türkei     | 09:37,06 SB |
| 8     | Anna Emilie Møller  | Dänemark   | 09:44,12    |
| 9     | Maria Larsson       | Schweden   | 09:48,13    |
| 10    | Amina Bettiche      | Algerien   | 09:53,06    |
| 11    | Victoria Mitchell   | Australien | 10:00,40    |
| 12    | Camilla Richardsson | Finnland   | 10:07,04    |
| 13    | Teresa Urbina       | Spanien    | 10:21,90    |
| DNS   | Luiza Gega          | Albanien   |             |

### Lauf 3

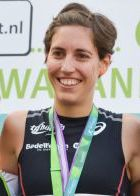
Fabienne Schlumpf – ausgeschieden als Siebte in 9:36,08 min
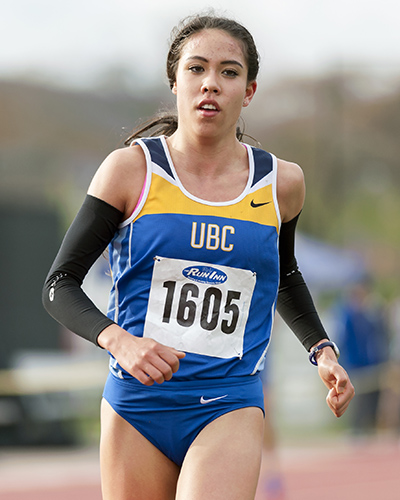
Maria Bernard – ausgeschieden als Elfte in 9:59,45 min
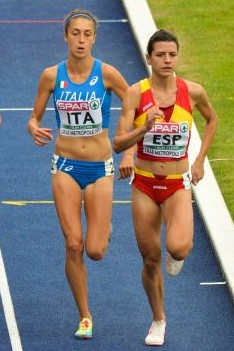
Francesca Bertoni (links) – ausgeschieden als Zwölfte in 10:01,36 min

9. August 2017, 19:22 Uhr Ortszeit (20:22 Uhr MESZ)
| Platz | Name                        | Land           | Zeit (min)  |
| ----- | --------------------------- | -------------- | ----------- |
| 1     | Celliphine Chepteek Chespol | Kenia          | 09:27,35    |
| 2     | Emma Coburn                 | USA            | 09:27,42    |
| 3     | Genevieve LaCaze            | Australien     | 09:27,53 SB |
| 4     | Winfred Mutile Yavi         | Bahrain        | 09:28,00    |
| 5     | Etenesh Diro                | Äthiopien      | 09:31,87    |
| 6     | Belén Casetta               | Argentinien    | 09:35,78 SR |
| 7     | Fabienne Schlumpf           | Schweiz        | 09:36,08    |
| 8     | Peruth Chemutai             | Uganda         | 09:43,04    |
| 9     | Rosie Clarke                | Großbritannien | 09:49,36    |
| 10    | Viktória Gyürkés            | Ungarn         | 09:52,66    |
| 11    | Maria Bernard               | Kanada         | 09:59,45    |
| 12    | Francesca Bertoni           | Italien        | 10:01,36    |
| 13    | María José Pérez            | Spanien        | 10:01,84    |
| 14    | Tuğba Güvenç                | Türkei         | 10:13,03    |

## Finale

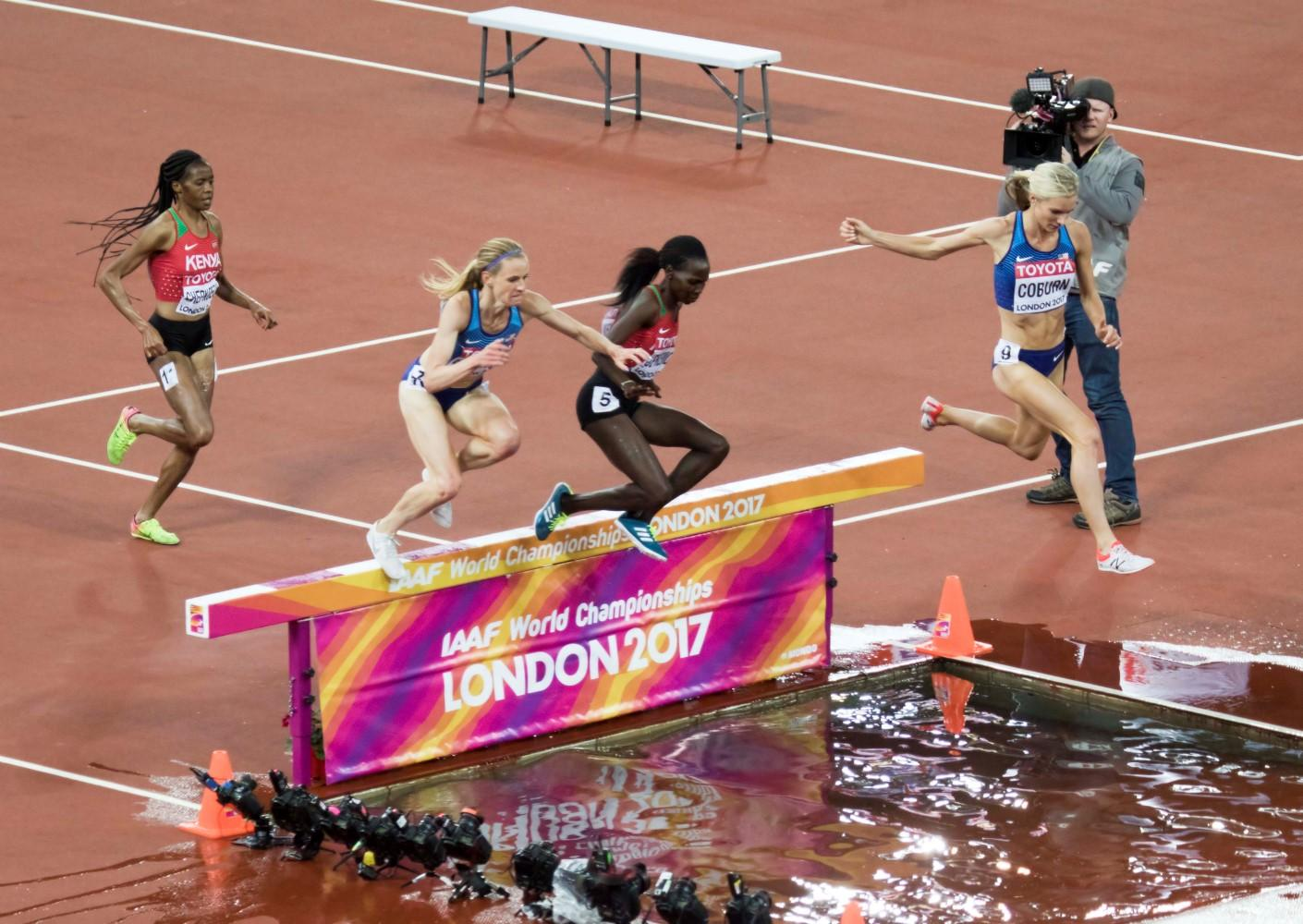
Die Hindernisläuferinnen
am letzten
Wassergraben

11. August 2017, 21:25 Uhr Ortszeit (22:25 Uhr MESZ)
Nach den Resultaten der großen Meisterschaften aus den letzten Jahren wurde ein spannendes Rennen erwartet. Zum engeren Favoritenkreis gehörten die Olympiasiegerin von 2016 Ruth Jebet aus Bahrain, die Weltmeisterin von 2015 und Olympiazweite von 2016 Hyvin Jepkemoi aus Kenia, die US-amerikanische Olympiadritte von 2016 Emma Coburn und die deutsche WM-Dritte von 2015 Gesa Felicitas Krause. Sicher zu beachten sein würden auch weitere junge Athletinnen vor allem aus Afrika.
Die Läuferinnen legten von Beginn an ein hohes Tempo vor, das bis zum Ende durchgezogen wurde. Geprägt wurde das Rennen durch zwei Vorfälle, die mitentscheidende Bedeutung für den Ausgang hatten. In der Anfangsphase lief die unerfahrene Kenianerin Beatrice Chepkoech, Vierte der aktuellen Weltjahresbestenliste, am Wassergraben vorbei, kehrte um, als sie ihren Fehler bemerkte, und überquerte das Hindernis in regulärer Form. Dadurch verlor sie viel Zeit, stellte jedoch den Anschluss zum Feld und zur Spitze trotz des hohen Tempos schnell wieder her. Gleich in der darauffolgenden Runde stürzte Chepkoech, nachdem sie wieder herangelaufen war, an einem Hindernis. Sie selber konnte das Rennen anschließend schnell wieder fortsetzen. Einige der hinter ihr liegenden Läuferinnen waren allerdings durch das nun notwendige Abstoppen und dadurch bedingten weiteren Stürzen deutlicher beeinträchtigt. Am meisten betroffen war Krause, die stolperte und vom unabsichtlichen Tritt einer Läuferin auf ihr Bein getroffen wurde. Sie rappelte sich zwar auf und lief das Rennen mit Schmerzen zu Ende, hatte jedoch keine Chance, im Kampf um vordere Platzierungen mit einzugreifen.
Bedingt durch die Stürze und das hohe Tempo mit 1000-Meter-Abschnitten von nur knapp über drei Minuten wurde das Feld nun weit auseinandergezogen. Die Abstände vergrößerten sich von Runde zu Runde. Am Ende kämpften noch vier Läuferinnen um die Medaillen. Die beiden Kenianerinnen Jepkemoi und Chepkoech führten vor den beiden US-Amerikanerinnen Coburn und Courtney Frerichs. Mit deutlichem Abstand folgte Jebet. Am letzten Wassergraben beschleunigte Coburn und übernahm die Spitze. Es entstand eine kleine Lücke zu Frerichs und Jepkemoi. Chepkoech hatte leichte Probleme mit diesem Wassergraben und verlor dadurch den Anschluss. Auf der Zielgeraden setzte sich Emma Coburn weiter ab von ihren Konkurrentinnen und lief als neue Weltmeisterin durchs Ziel. Mit 9:02,58 min stellte sie einen neuen Weltmeisterschaftsrekord auf, die letzten tausend Meter hatte sie unter drei Minuten bewältigt. Die Titelverteidigerin attackierte währenddessen noch einmal die zweite US-Amerikanerin. Courtney Frerichs behauptete sich jedoch und gewann die Silbermedaille. Hyvin Jepkemoi wurde Dritte vor Beatrice Chepkoech und Ruth Jebet. Mit Celliphine Chepteek Chespol belegte eine dritte Kenianerin Rang sechs vor der Äthiopierin Etenesh Diro und Winfred Mutile Yavi, einer weiteren Läuferin aus Bahrain. Gesa Felicitas Krause kam auf den neunten Platz.
| Platz | Athletin                    | Land        | Zeit (min)                                |
| ----- | --------------------------- | ----------- | ----------------------------------------- |
|       | Emma Coburn                 | USA         | 9:02,58 CR                                |
|       | Courtney Frerichs           | USA         | 9:03,77 PB                                |
|       | Hyvin Kiyeng                | Kenia       | 9:04,03                                   |
| 4     | Beatrice Chepkoech          | Kenia       | 9:10,45                                   |
| 5     | Ruth Jebet                  | Bahrain     | 9:13,96                                   |
| 6     | Celliphine Chepteek Chespol | Kenia       | 9:15,04                                   |
| 7     | Etenesh Diro                | Äthiopien   | 9:22,46                                   |
| 8     | Winfred Mutile Yavi         | Bahrain     | 9:22,67 PB                                |
| 9     | Gesa Felicitas Krause       | Deutschland | 9:23,87                                   |
| 10    | Purity Cherotich Kirui      | Kenia       | 9:25,62                                   |
| 11    | Belén Casetta               | Argentinien | 9:25,99 SR                                |
| 12    | Genevieve LaCaze            | Australien  | 9:26,25 SB                                |
| 13    | Geneviève Lalonde           | Kanada      | 9:29,99 NR                                |
| DSQ   | Aisha Praught-Leer          | Jamaika     | IAAF Rule 163.3b – Fehler am Wassergraben |
| DNS   | Birtukan Fente              | Äthiopien   |                                           |

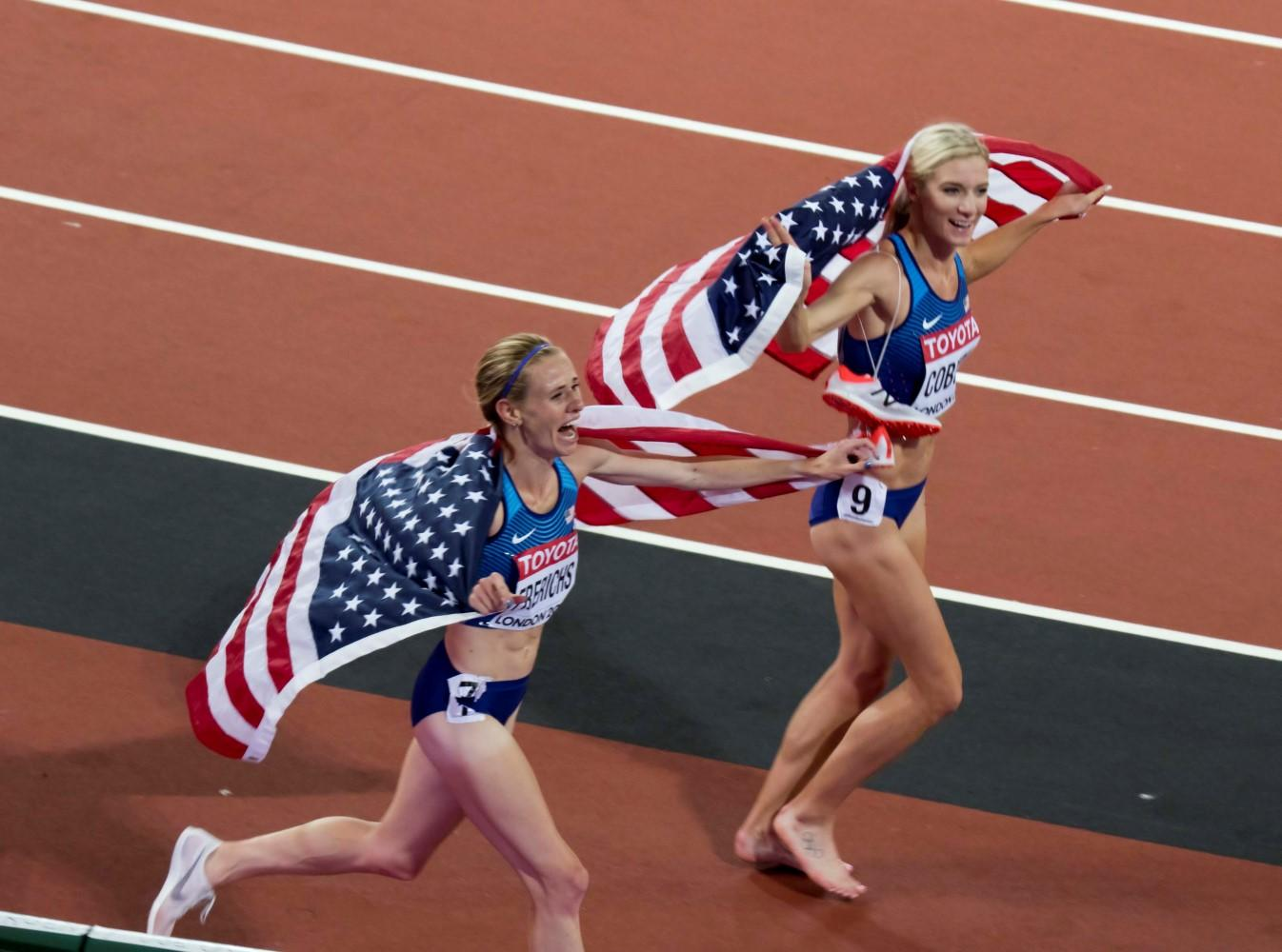
EmmaCoburn und Courtney Frerichs feierten nach dem Rennen ihren Erfolg
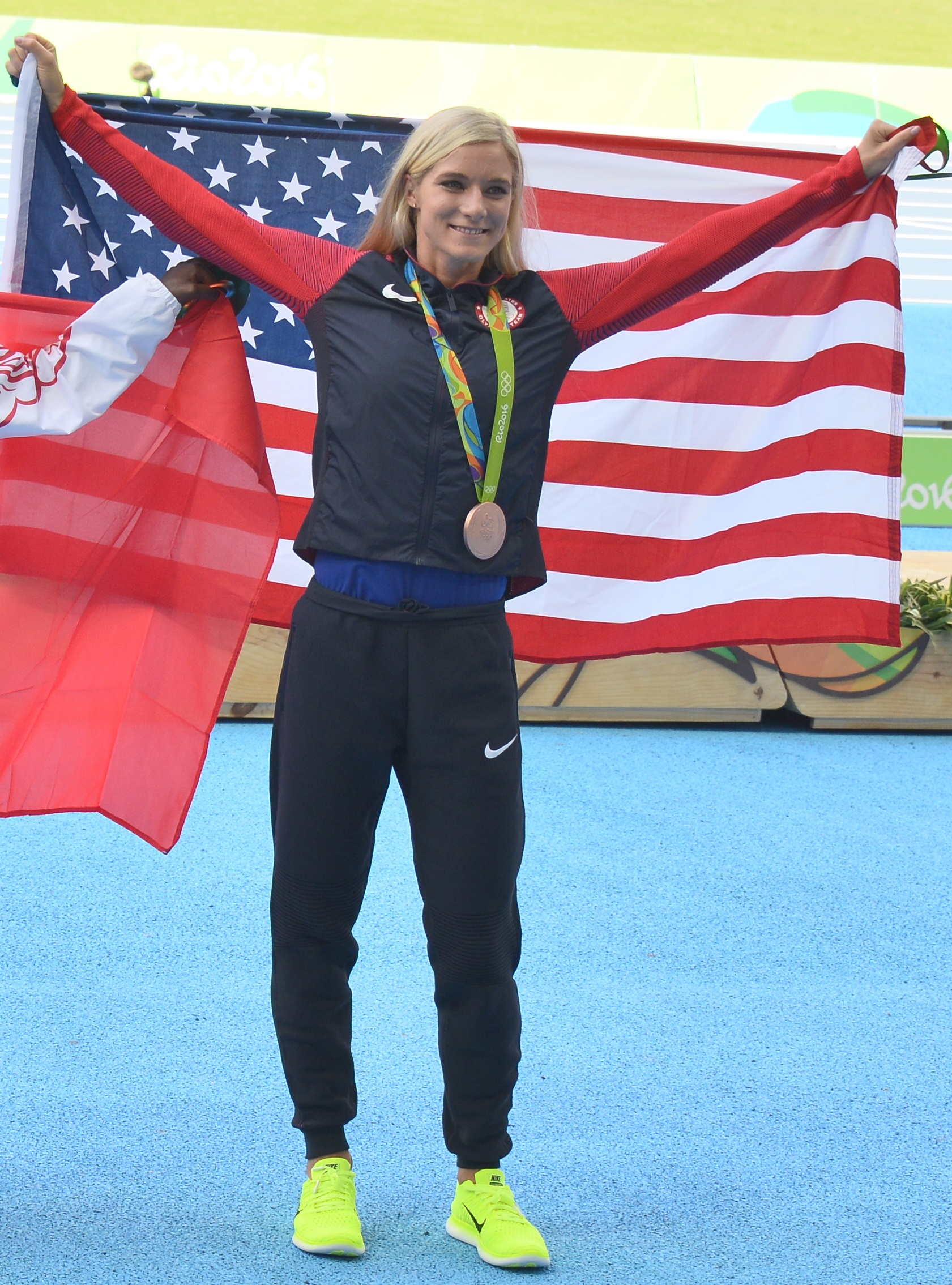
Weltmeisterin Emma Coburn – hier mit ihrer Bronzemedaille von den Olympischen Spielen 2016
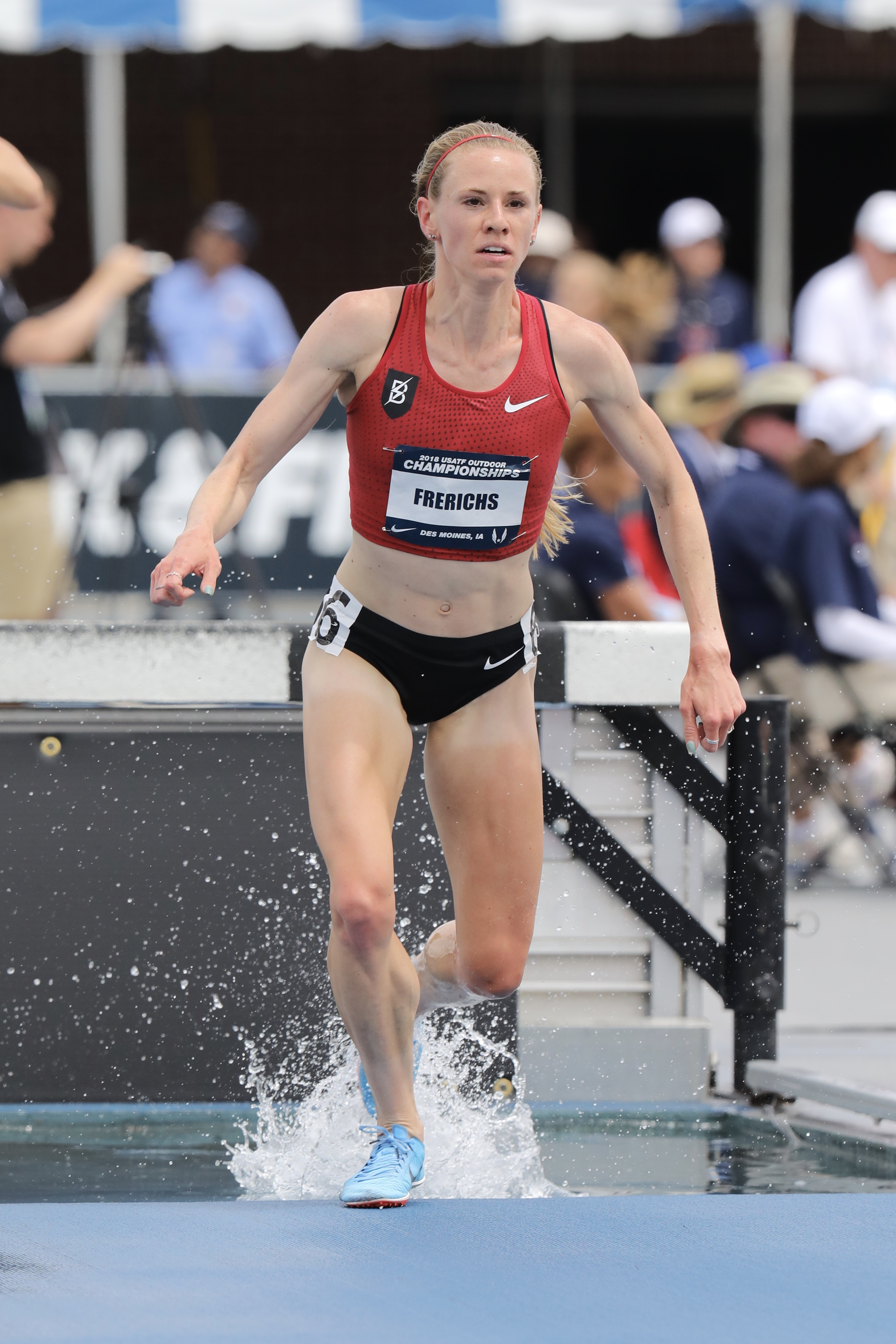
Vizeweltmeisterin Courtney Frerichs
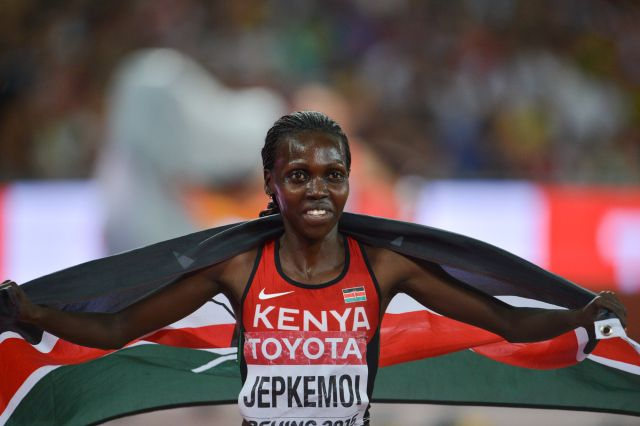
Bronzemedaillengewinnerin Hyvin Jepkemoi – hier nach ihrem WM-Titel 2015
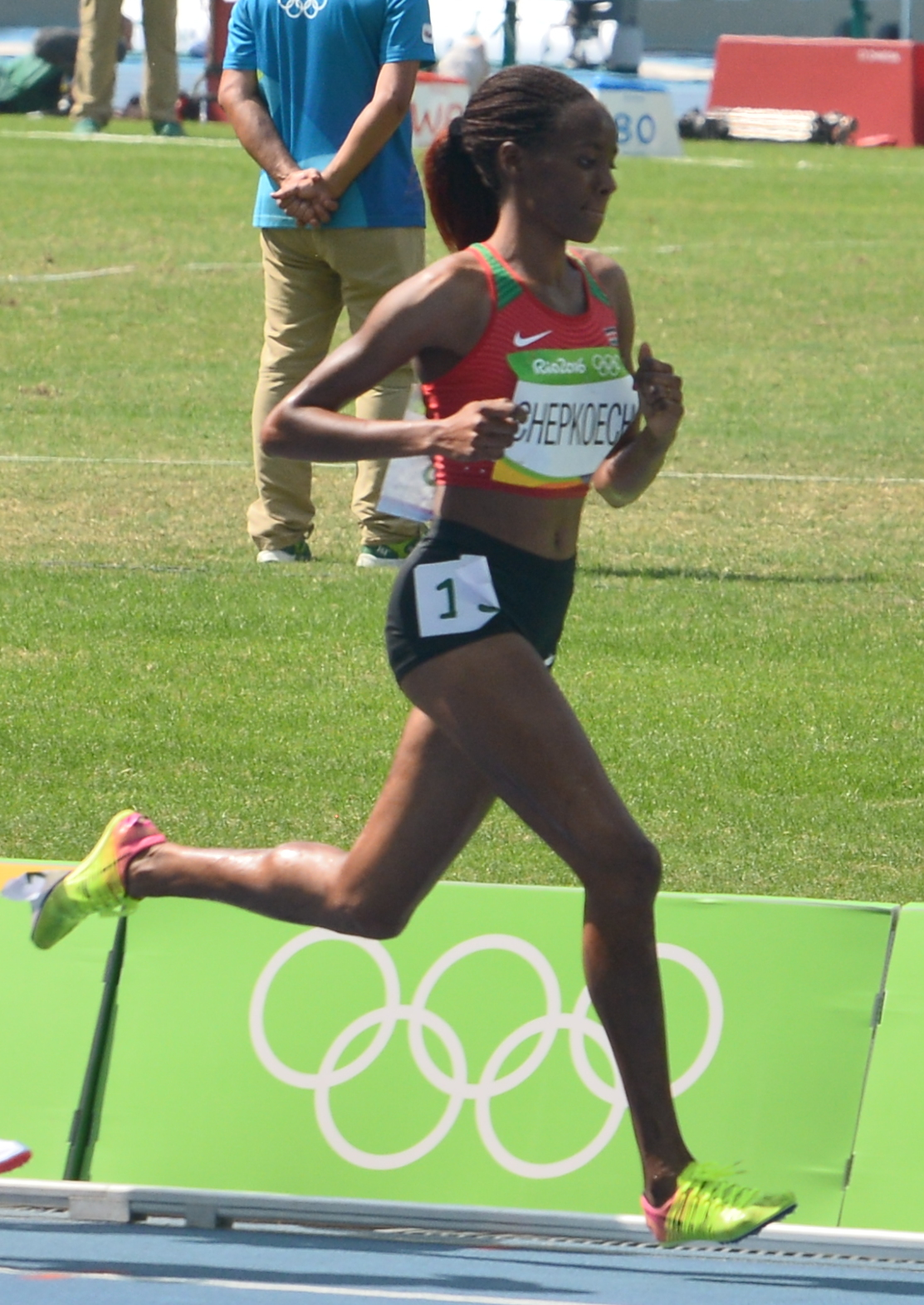
Rang vier für Beatrice Chepkoech
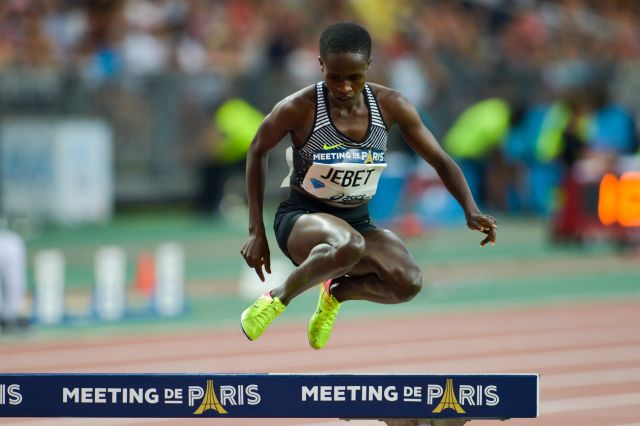
Mitfavoritin Ruth Jebet wurde Fünfte
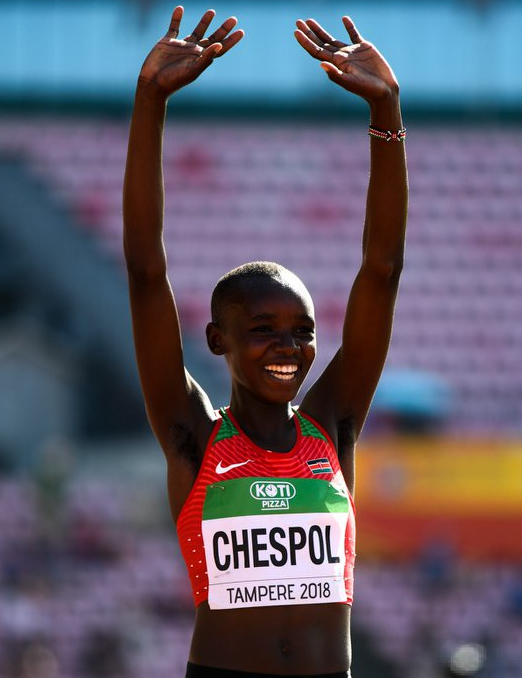
Celliphine Chepteek Chespol belegte Rang sechs
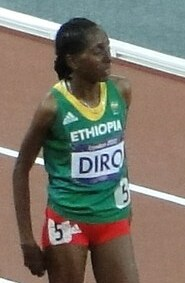
Etenesh Diro (bei den Olympischen Spielen 2012) kam auf den siebten Platz
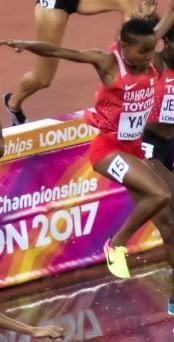
Winfred Mutile Yavi aus Bahrain erreichte Rang acht
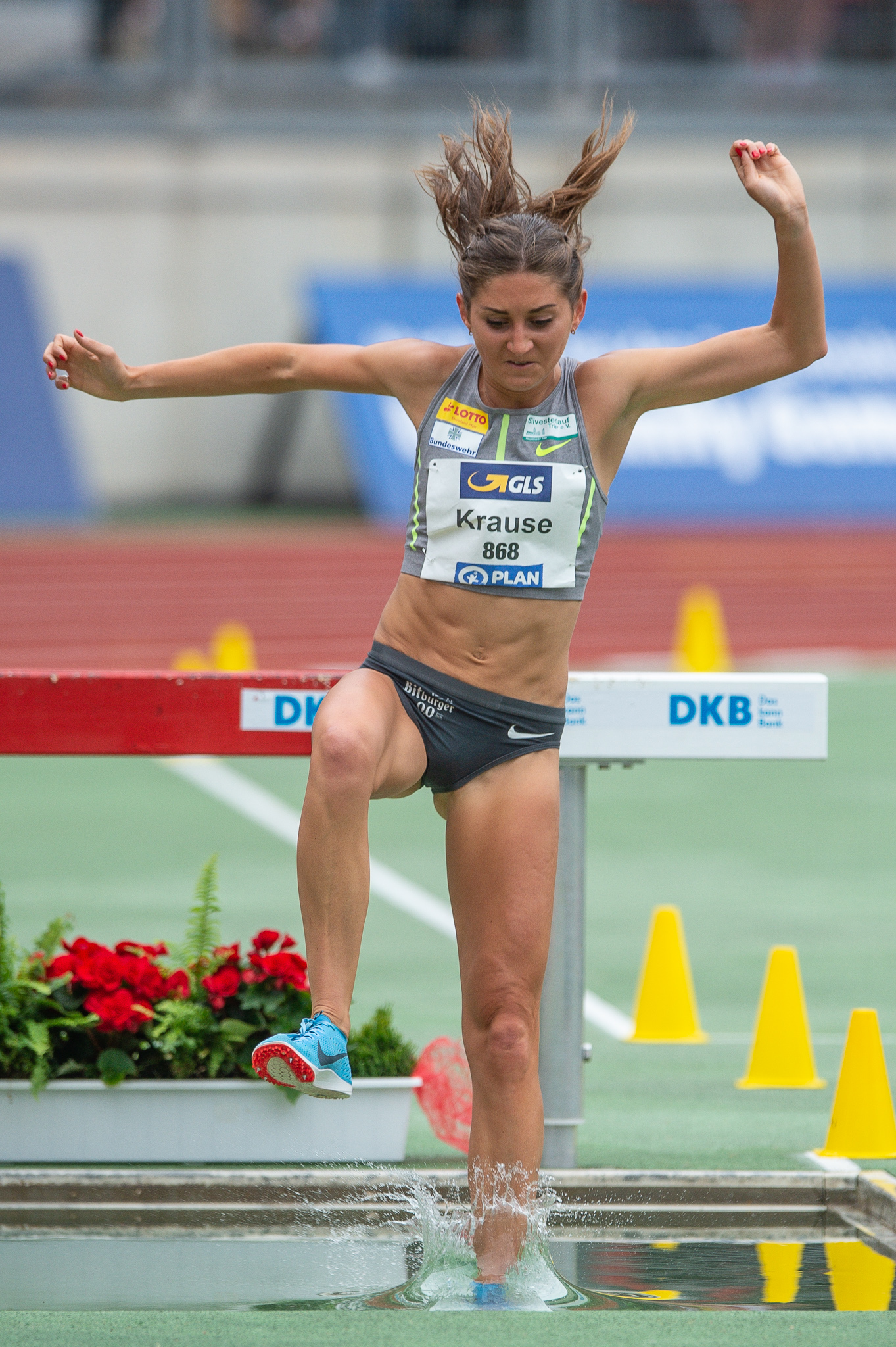
Gesa Felicitas Krause kam nach einem Sturz noch auf den neunten Platz
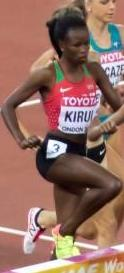
Purity Cherotich Kirui wurde Zehnte
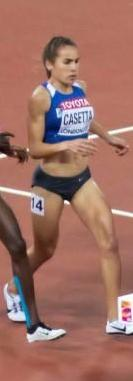
Belén Casetta kam auf Platz elf
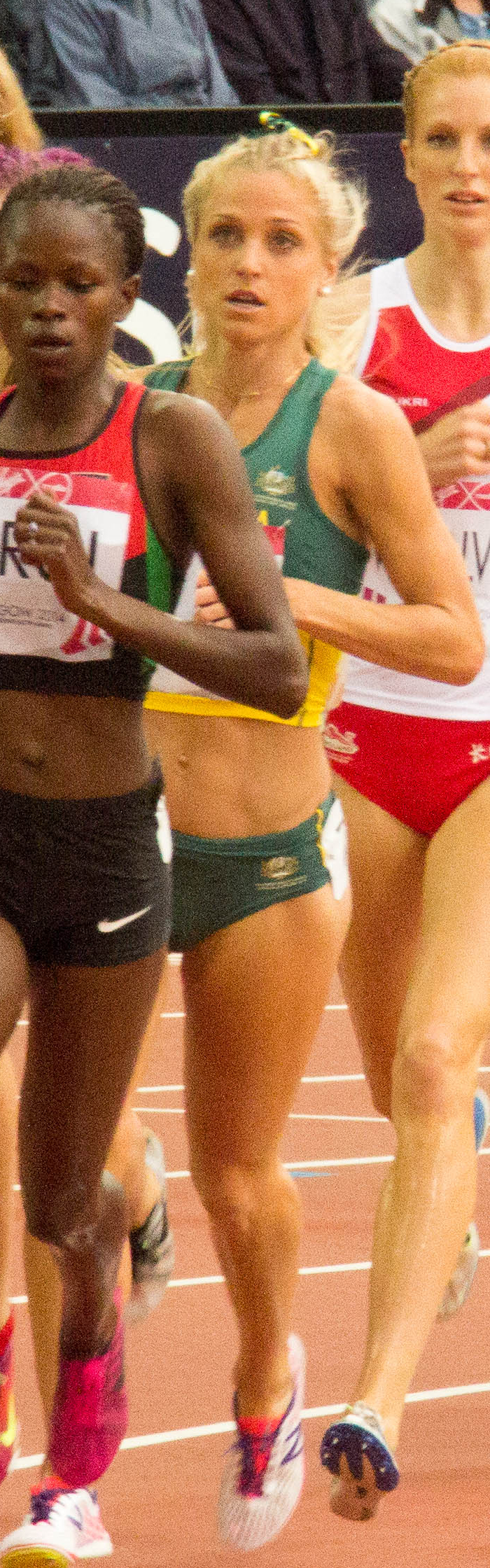
Genevieve Lacaze (Mitte) belegte Rang zwölf
Geneviève Lalonde, spätere Genevieve Gregson – Platz dreizehn
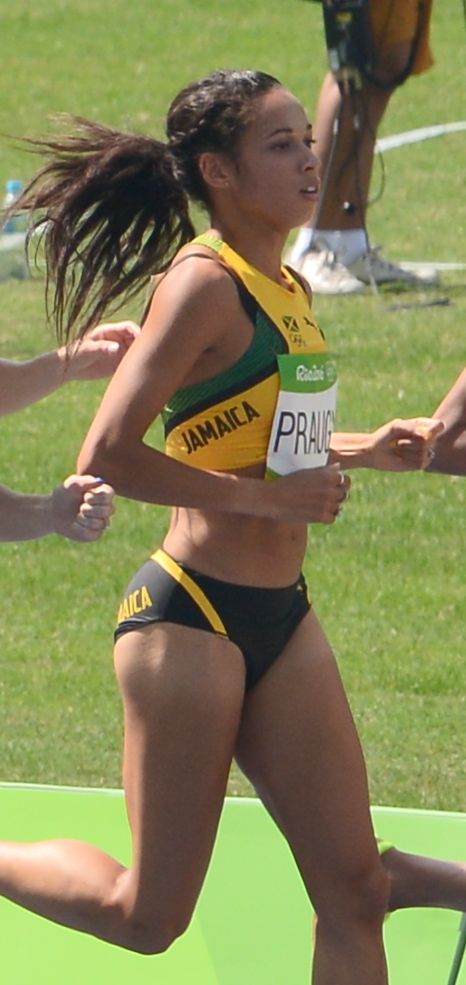
Aisha Praught wurde wegen eines Fehlers am Wassergraben disqualifiziert
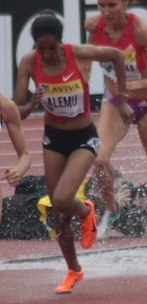
Birtukan Fente hatte sich für das Finale qualifiziert, trat jedoch nicht an

## Video
- WCH London 2017 Highlights - 3000m Steeplechase - Women - Final, youtube.com, abgerufen am 7. März 2021